# Gladys Afamado
Gladys Afamado   (Montevideo, 24 de maig de 1925 - 29 de desembre de 2024) va ser una artista, gravadora i poeta uruguaiana. Exponent fonamental del gravat a l'Uruguai i l'exterior, tècnica que va realitzar durant un llarg període creatiu. Posteriorment es va dedicar a diferents llenguatges plàstics i els últims anys destacà la seva tasca en l'art digital.

## Biografia
Gladys Afamado va ser la segona dels cinc fills d'Isaac Isidoro Afamado (immigrant jueu radicat a Montevideo), i la seva esposa Julia Soriano (filla d'immigrants italians, nascuda a Dolores).
Va assistir a l'Escola Pública i a casa va rebre una educació oberta i lliure, en la qual es fomentaven l'art, les lletres i la música. La seva germana Ethel Afamado va tenir una destacada carrera en música i poesia. Va rebre formació artística amb Adolfo Pastor i Domingo Bazzurro al Cercle de Belles Arts i a l'Escola Nacional de Belles Arts entre 1940 i 1950. Posteriorment va realitzar cursos de ceràmica amb Duncan Quintela i serigrafia amb Rimer Cardillo. Va estudiar semiòtica amb Jorge Medina Vidal i literatura amb Jorge Arbeleche.
Entre 1945 i 1950 va estudiar violí amb Beatriz Tusset, i entre 1951 i 1952 va participar en l'orquestra de cambra Anfión dirigida per Tusset. Va ser integrant del Club de Gravat de Montevideo (CGM) des de 1964. El mateix va realitzar la portada de l'almanac titulada Canción con todos (1974) que va ser censurat i tret de circulació pel govern de facto.
El 1984 va viatjar a Europa, on va assistir a un curs de paper artesanal a Capellades, amb Laurence Barker i Frederic Amat, material que empraria posteriorment en les seves obres. El 1986 va realitzar el curs de postgrau en gravat en metall en el Museu Nacional d'Arts Visuals (MNAV) dictat per David Finkbeiner del Purchase College de la Universitat de Nova York.
En la seva obra destaquen les figures femenines de grans ulls que miren directament a l'espectador, característics de l'etapa de les edicions del Club de Gravat de Montevideo. En 2016 el Museu Nacional d'Arts Visuals (MNAV) va organitzar la mostra antològica Gladys Afamado: una cita sense fi, amb curatela de María Eugenia Grau.

## Obra
L'artista és reconeguda en el mitjà uruguaià i internacional a través del gravat, però, la versatilitat que ha desplegat en l'experimentació de diferents tècniques i materials la situen entre les més interessants creadores actuals. La seva llarga i constant indagatòria (pràctica i subjectiva), la va conduir per diversos suports expressius: ceràmica, tèxtils, collage, manufactura de paper, tècniques digitals, intervencions sobre roques, objectes, poesia. Gran part de la seva obra constitueix una estètica del reciclatge, on materials i temàtiques van creant un ordit de cites de meditació i acció al llarg d'una extensa trajectòria.
Com a poeta, reforça i desdobla les seves obres obrint perspectives de memòries, amb una sostinguda delicadesa (els exemples més significatius estan en les seves representacions femenines) i una mirada irònica, sorprenent, davant del món contemporani. De vegades emergeix un detall en una obra que apareix com a assumpte central en una altra.
El mateix procediment s'observa en l'ocupació de tècniques: gravats en caixes, collage en producció digital, impressions digitals i gravats en llibres d'artista tèxtils, versos en els seus gravats, criptolits que esdevenen en suport digital. En el seu procediment creatiu el temps lineal no té importància, torna presents objectes passats. L'artista crea, reprèn (sense que això impliqui una pura reiteració), conjuga, metamorfosa i s'al·ludeix amb fragments d'altres obres de la seva autoria.

## Llibres publicats
- Signos vitales (Col·lecció Poetas de hoy), Ed. Géminis, 1978.
- No Espero Respuesta, Ed. Signos, 1989.
- En la casa de la espera, 1997.
- Por los siglos de los siglos, Ed. Graffiti, 1995.